# 2008 في سوريا
فيما يلي قوائم الأحداث التي وقعت خلال عام 2008 في سوريا.

## رياضة
- 1 يناير – سوريا في الألعاب الأولمبية الصيفية 2008

## أفلام
من الأفلام التي صدرت هذه السنة في سوريا:
- 1 يناير – التجلي الأخير لغيلان الدمشقي من إخراج هيثم حقي.
- 1 يناير – حسيبة
- 1 يناير – خارج التغطية من إخراج عبد اللطيف عبد الحميد.

## وفيات

### يناير
- 1 يناير – شاكر الفحام (مواليد 1921) سياسي سوري.
- 1 يناير – قتيبة الشهابي (مواليد 1934)

### أغسطس
- 2 أغسطس – محمد سليمان (مواليد 1959) سياسي سوري.